# Pax Atomica
Pax Atomica (en español: paz atómica) es un término en latín utilizado para referirse al periodo en el que no hubo conflictos bélicos mayores entre Estados Unidos y la Unión Soviética (URSS).  El término es también utilizado para describir toda la era posterior a la Segunda Guerra Mundial y a los años posteriores a la fabricación de la bomba atómica.  El uso de la expresión se aplica únicamente a la era de la Guerra Fría, aunque también puede ser utilizada en otros contextos o eventos históricos posteriores, la frase se refiere a la idea que la estabilidad entre las dos superpotencias fue causada por los grandes arsenales nucleares de cada lado, que llevaron a un estado de destrucción mutua asegurada (DMA). 
En una aplicación más amplia de la frase, que se aplica a toda la era posterior a la Segunda Guerra Mundial, la frase se refiere a la idea de que la posesión de armas nucleares por parte de ambos bandos en un conflicto puede funcionar como una estrategia de disuasión, esto ya que las grandes potencias temerían acabar en un final de aniquilación recíproca.
La frase Pax Atomica se deriva del término popular Pax Romana, que describe el período de estabilidad bajo la hegemonía romana durante la Era Romana en los años 70 e.c. al 180 e.c.